# راتسواویچکی
راتسواویچکی (به لهستانی:  Racławiczki) یک روستا در لهستان است که در گمینا ستژلچکی واقع شده‌است. راتسواویچکی ۸۷۶ نفر جمعیت دارد.